# Kirche des Guten Hirten (Guben)

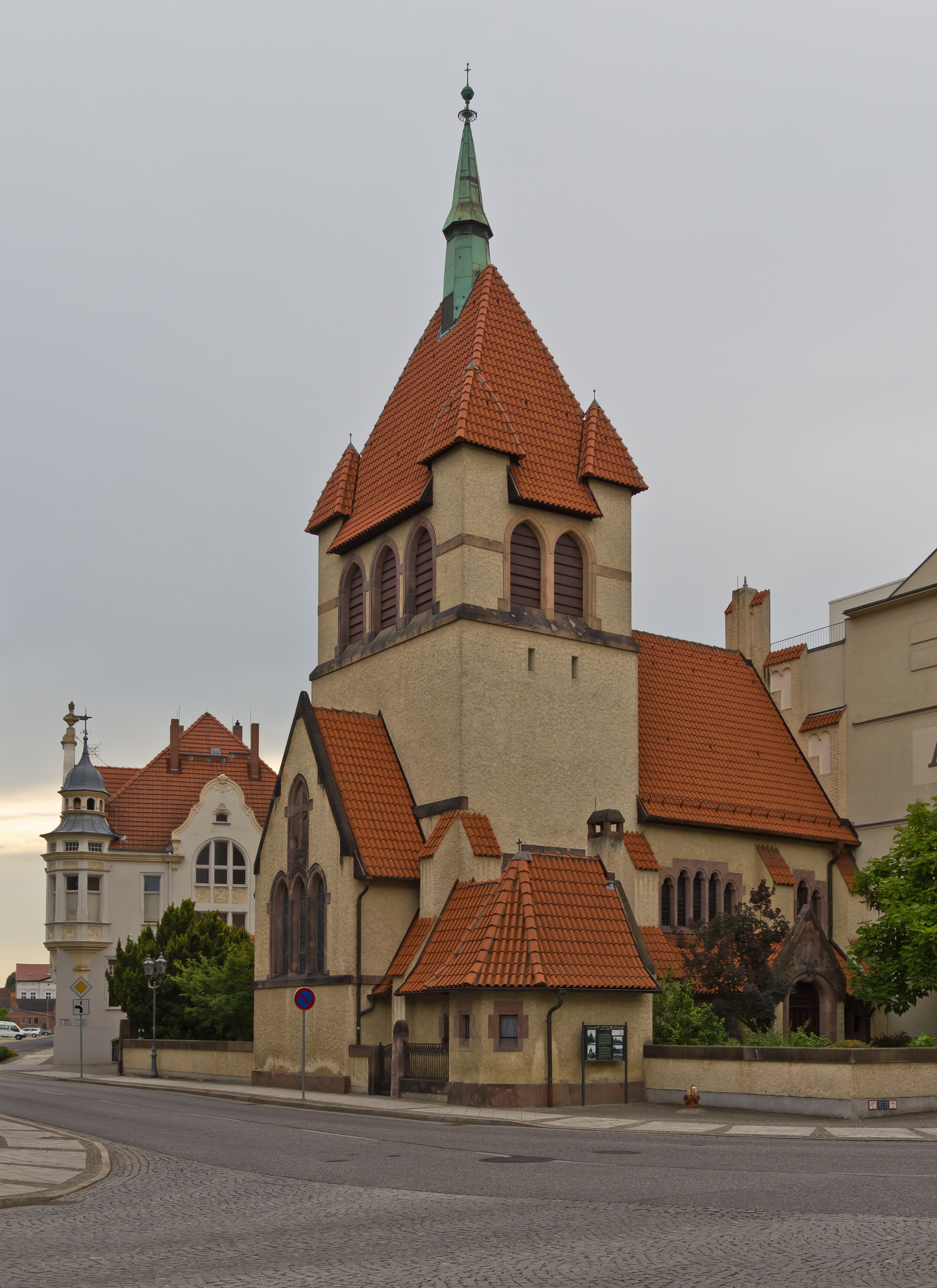
Kirche des Guten Hirten

Die Kirche des Guten Hirten ist eine evangelisch-lutherische Kirche der Stadt Guben in Brandenburg. Sie gehört zum Kirchenbezirk Lausitz der Selbständigen Evangelisch-Lutherischen Kirche.

## Geschichte

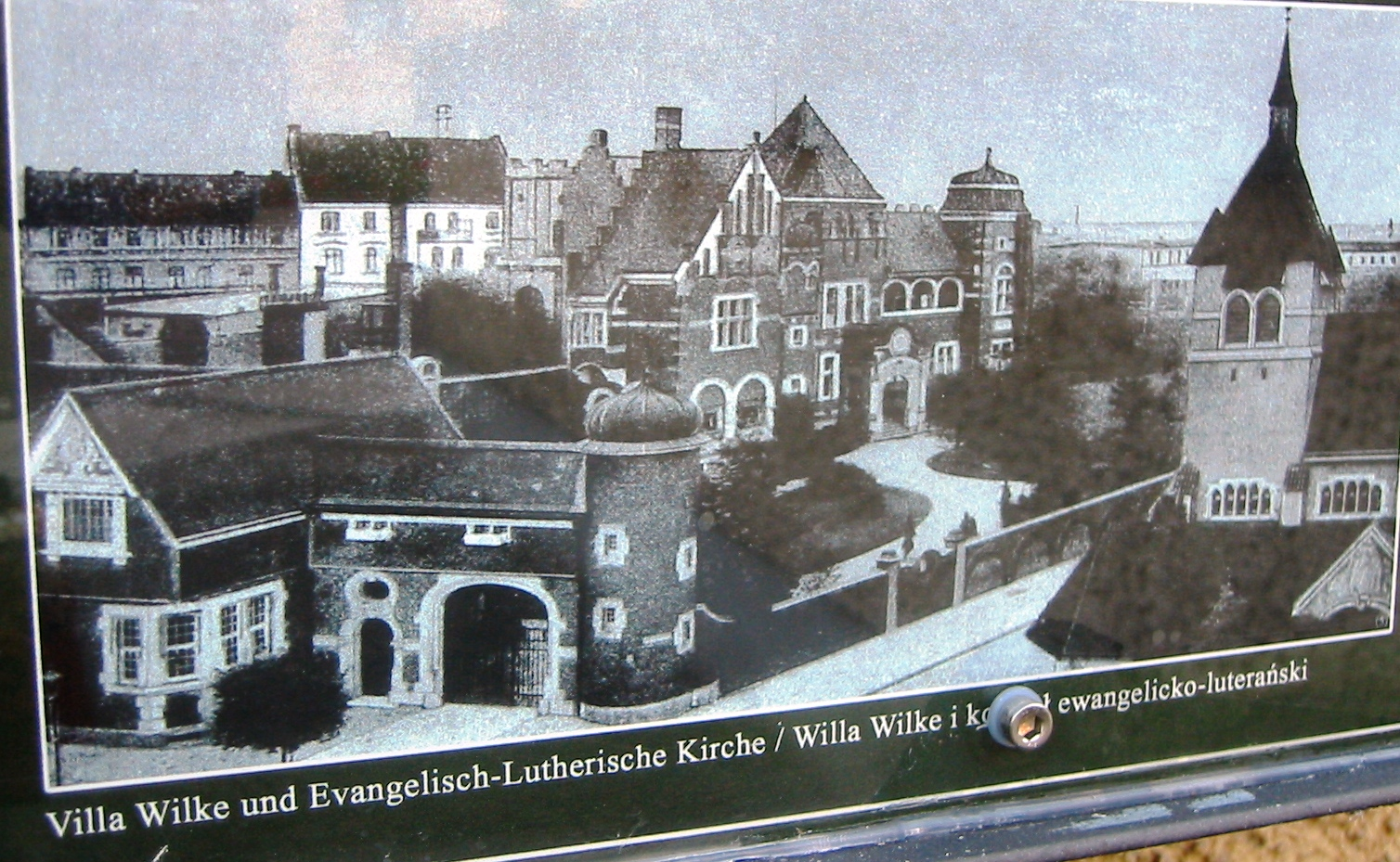
Villa Wilke und Kirche

In unmittelbarer Nähe der Kirche befand sich Anfang des 20. Jahrhunderts die Hutfabrik von Friedrich Wilke. Als dessen Sohn Fritz im Juni 1901 bei einem Unfall ums Leben kam, stiftete er der Gemeinde den Neubau einer Kirche. Die Baukosten wurden seinerzeit auf 61.500 Mark veranschlagt; in einer Stadtchronik aus dem Jahr 1925 wird jedoch eine Summe von 130.000 Mark genannt.
Das Gebäude wurde 1902–1903 nach Entwürfen der Berliner Architekten Otto Spalding und Alfred Grenander von dem Gubener Baugeschäft Budewitz errichtet. Spalding und Grenander standen dabei vor der Herausforderung, auf dem kleinen Grundstück zwischen der Berliner Straße und der Straupitzstraße die Kirche geostet anzuordnen. Durch die Platzierung in der Mitte des Grundstücks entstanden so nördlich und südlich kleine Grünflächen sowie an der Straupitzstraße ein Kirchenvorplatz mit einem Brunnen und einer Sitzbank. Die Kirchweihe erfolgte im Juni 1903. Im Ersten und Zweiten Weltkrieg blieb das Bauwerk unbeschädigt, obwohl 1945 ein Großteil der Gubener Altstadt zerstört wurde.
In den 1980er Jahren wurde die Kirche umfassend renoviert. Dabei wurden auch die heute noch erhaltenen Farbglasfenster von Werner Juza im Altarbereich eingebaut. Das Gemälde Thumanns über dem Altar wurde entfernt und rechts vom Chor angebracht. Die Orgel restaurierte ein Orgelbauer von Januar 1992 bis August 1992.

## Baubeschreibung
Das gesamte Gebäude entstand aus rotem Magdeburger Sandstein, der teilweise mit einem hellgelben Mörtelputz versehen wurde. Hierdurch heben sich Portale, Gesimse, Sockel und Fenstereinfassungen ab. Der Innenraum besteht aus einem rechteckigen, zweieinhalbjochigen Raum mit einem Kreuzgewölbe. Das Chorjoch wurde mit breiten Bogenöffnungen an den Längsseiten erweitert, die an ein Seitenschiff erinnern. Die Orgelempore ruht auf konsolartig abgeschlossenen Pfeilern in einem schmaleren Joch, das nach Westen ausgerichtet ist. Spalding und Grenander nutzten bei Formen und Dekor sowohl Elemente des Jugendstils wie auch der Romanik – beides in dieser Region eher untypisch, wie auch die Klappsitze und Schwenktüren im Innern.

## Ausstattung
Namensgebend für die Kirche ist ein Gemälde „Der gute Hirte“ von Paul Thumann. Es zeigt Jesus als guten Hirten, der ein Schaf auf dem Arm hält. Thumann war mit den Wilkes befreundet und arbeitete seinerzeit in Groß Schacksdorf bei Forst (Lausitz). Es stand ursprünglich auf dem Altar, wurde aber im Zuge einer Umgestaltung rechts neben den Altar gesetzt. Damit hat der Betrachter einen freien Blick auf ein dreiteiliges Glasfenster im Chor. Es handelt sich dabei um eine Arbeit des deutschen Malers, Zeichners und Grafikers Werner Juza, die zur 80-Jahr-Feier der Kirche am 19. Juni 1983 eingeweiht wurde. Im mittleren Fenster ist Jesus Christus mit den Wundmalen der Kreuzigung dargestellt. Die fünf Personen unter ihm symbolisieren die Kirchengemeinde, die ihn anbetet. Im linken Fenster ist eine Taube als Symbol für Pfingsten auf Fest der Ausgießung des Heiligen Geistes dargestellt, darunter der barmherzige Samariter. Im rechten Fenster ist ein Lamm als Symbol für Jesus Christus dargestellt, darunter Daniel in der Löwengrube. Die drei farbigen Glasfenster in der ehemaligen Familienloge der Wilkes zeigen die drei Theologischen Tugenden „Glaube, Liebe, Hoffnung“ und entstanden nach einem Entwurf Grenanders. Links neben dem Altar steht eine Kanzel mit Einlegearbeiten aus Messing. Die Chorfenster sind (Stand 2025) dringend renovierungsbedürftig, da sich die Bleiverglasung wölbt und es zu einer Materialermüdung der beim Einbau verwendeten Kitte gekommen ist.
Im Kirchturm befinden sich drei Glocken, die in Bochum entstanden. Da sie aus Stahlguss bestehen, gingen sie im Ersten und Zweiten Weltkrieg nicht verloren. Die größte Glocke wiegt 20 Zentner und trägt die Inschrift: „Ehre sei Gott in der Höhe“. Die beiden kleineren wiegen zehn bzw. sieben Zentner und tragen die Inschrift: „Friede auf Erden“ und „Den Menschen ein Wohlgefallen“. Zur weiteren Kirchenausstattung gehört hölzerne Lutherstatue, die Max Wilke und seine Frau Luise anlässlich ihrer Silberhochzeit im Jahr 1815 der Kirche stifteten sowie eine von Muschelkalk umrahmte Bronzetafel für die 13 gefallenen Gemeindemitglieder des Ersten Weltkrieges aus dem Dezember 1925. Links neben dem Ausgang befindet sich ein Stifterporträt aus Messing. Es stammt aus der Gießerei Hermann Gladenbecks und kam Mitte Dezember 1909 in die Kirche.

## Orgel
Die Orgel stammt vom Orgelbauer Wilhelm Sauer aus Frankfurt (Oder) aus dem Jahr 1903. Sie verfügt über pneumatische Kegelladen und acht Register, verteilt auf zwei Manualen und Pedal. Die Disposition lautet:
| I Manual C–f3 |           |    |
| 1.            | Principal | 8′ |
| 2.            | Flöte     | 8′ |
| 3.            | Gambe     | 8′ |
| 4.            | Octave    | 4′ |

| II Manual C–f3 |              |    |
| 5.             | Gedackt      | 8′ |
| 6.             | Salicional   | 8′ |
| 7.             | Flauto dolce | 4′ |

| Pedal C–d1 |        |     |
| 8.         | Subbaß | 16′ |

- Koppeln: II/I, I/P, II/P, Tutti.

## Zusammenarbeit mit dem  Naëmi-Wilke-Stift
Bereits 1887 stiftete Wilke der Stadt ein Kinderkrankenhaus, das Naëmi-Wilke-Stift, nachdem seine Tochter Naëmi im Alter von fast 13 Jahren am 18. April 1874 an Typhus gestorben war. Das Krankenhaus gründete im Laufe der nächsten 50 Jahre zahlreiche Außenstellen im Deutschen Reich. Nach der Deutschen Teilung musste das Stift neue Wege suchen, die Zusammenarbeit mit den in der BRD tätigen Schwestern aufrechterhalten zu können. 1951 gründet man daher das „Diakonissenwerk der evangelisch-lutherischen (altlutherischen) Kirche.“ Heute gehören beide Einrichtungen zur Selbständigen Evangelisch-Lutherischen Kirche (SELK), der Nachfolgerin der evangelisch-lutherischen (altlutherischen) Kirche. Ein Pfarrer der Kirchengemeinde ist gleichzeitig auch Rektor des Stifts und gehört dem Krankenhausvorstand an, der andere Pfarrer arbeitet nicht nur als Gemeindepfarrer der Kirchengemeinde des Guten Hirten, sondern auch als Krankenhausseelsorger.